# Гумберт Ахамер-Піфрадер
Гумберт Віктор Емануель Ахамер-Піфрадер (нім. Humbert Victor Emanuel Achamer-Pifrader; 21 листопада 1900, Тепліц — 25 квітня 1945, Лінц) — австрійський юрист, оберфюрер СС (1 січня 1943), командир айнзацгрупи A.

## Біографія
Його мати Елізабет Піфрадер (народилася 5 листопада 1872 року) була куховаркою в Тепліці. У віці 15 років добровільно вступив на службу в імператорсько-королівський земельний стрілецький полк «Трієр» № 1, у складі якого воював на Італійському фронті. У 1926 році він був прийнятий Отто Штайнгойзлем в поліцейське управління Зальцбурга і після дворічного військового і професійного навчання був прийнятий в офіцерський склад. У 1929 році одружився з Марією Гаузер, у шлюбі з якою народилися 3 дітей. У 1930 році почав вивчати юриспруденцію і політичні науки в університеті Інсбрука і 7 липня 1934 року став доктором права.
10 листопада 1931 року вступив у австрійську НСДАП (квиток № 614 104). 10 листопада 1932 року на підставі рішення суду у справах опіки в Леобені прийняв подвійне прізвище Ахамер-Піфрадер. У червні 1935 року через заборону нацистської партії в Австрії втік до нацистської Німеччини, де був прийнятий на службу в баварську політичну поліцію. На початку вересня 1935 року зарахований в СС (посвідчення № 275 750). У квітні 1936 року переведений у відділення гестапо в Берліні, де служив в секторі по «австрійським справах».
У 1940 році був призначений начальником Гестапо в Лінці. У тому ж році став начальником гестапо в Дармштадті. З липня 1942 року був інспектором поліції безпеки і СД у Вісбадені.
З 10 вересня 1942 року по 4 вересня 1943 року був командиром айнзацгрупи A, яка діяла в тиловому районі групи армій «Північ» і здійснювала масові вбивства євреїв. Крім того, він був командиром поліції безпеки і СД в Остланді зі штаб-квартирою в Ризі.
У вересні 1943 року повернувся до Головного управління імперської безпеки і в 1944 році став інспектором поліції безпеки і СД в Берліні.
Ахамер-Піфрадер був залучений в події після замаху на Гітлера 20 липня: він разом з двома офіцерами і двома зв'язковими прибув в Бендлер-блок, де був заарештований Клаусом фон Штауффенбергом. Після провалу повстання брав участь в арештах і розслідуваннях, проведених поліцією безпеки і СД. 25 квітня 1945 року під час інспекційної поїздки загинув через бомбардування.

## Нагороди
- Пам'ятна військова медаль (Австрія)
- Почесний хрест ветерана війни з мечами
- Хрест Воєнних заслуг 2-го і 1-го класу з мечами
- Залізний хрест 2-го класу (31 серпня 1943) — «за відмінну боротьбу з бандитами».
- Німецький хрест в сріблі (1944)